# Stirling North
Stirling North is een plaats in de Australische deelstaat Zuid-Australië en telt 350 inwoners (2006).